# Смідинська сільська рада
Смідинська сільська рада Смідинської сільської територіальної громади (до 2017 року — Смідинська сільська рада Старовижівського району Волинської області) — орган місцевого самоврядування Смідинської сільської громади Волинської області.

## Склад ради
Рада складається з 14 депутатів та голови.
Перші вибори депутатів та голови громади відбулись 29 жовтня 2017 року. Було обрано 13 з 14 депутатів, з них (за суб'єктами висування): самовисування — 11 та Всеукраїнське об'єднання «Батьківщина» — 2 депутати.
Головою громади обрали позапартійну самовисуванку Оксану Піцик, помічницю Народного депутата України.
19 листопада 2017 року, повторним голосуванням на окрузі № 5, було обрано депутата-самовисуванця.
При сільській раді утворені три постійні депутатські комісії:
- з питань фінансів, бюджету, планування соціально економічного розвитку, інвестицій та міжнародного співробітництва;
- з питань земельних відносин, природокористування, планування території, будівництва, архітектури, охорони пам'яток, історичного середовища та благоустрою;
- з гуманітарних питань.

## Історія
До 14 листопада 2017 року — адміністративно-територіальна одиниця у Старовижівському районі Волинської області з територією 9, 119 кв. км, населенням — 2923 особи (станом на 2001 р.) та підпорядкуванням сіл Лісняки, Паридуби та Смідин.

### Населення
Згідно з переписом УРСР 1989 року чисельність наявного населення сільської ради становила 3190 осіб, з яких 1520 чоловіків та 1670 жінок.
За переписом населення України 2001 року в сільській раді мешкало 2917 осіб.

### Мова
Розподіл населення за рідною мовою за даними перепису 2001 року:
| Мова       | Відсоток |
| ---------- | -------- |
| українська | 99,56 %  |
| російська  | 0,34 %   |
| білоруська | 0,03 %   |